# Leopold Auer
Leopold Auer   (Veszprém, 7 de juny de 1845 - Loschwitz, 15 de juliol de 1930) fou un violinista, acadèmic, director, compositor i instructor hongarès. Molts dels seus estudiants es van convertir en destacats concertistes i professors.

## Biografia
Auer va néixer dintre una família de pintors jueus pobres. Primer va estudiar violí amb un concertista local. Més tard va escriure que el violí era un "instrument lògic" per a qualsevol noi hongarès (inclinat musicalment) perquè "no costava gaire". Més tard, Auer va continuar els seus estudis de violí amb Dávid Ridley Kohne, que també venia de Veszprém, al Conservatori de Budapest. Kohne era concertino de l'orquestra de l'Òpera Nacional. Una actuació d'Auer com a solista al concert per a violí de Mendelssohn va despertar l'interès d'alguns amants de la música, que li van donar una beca per anar a Viena per estudiar més. Va viure a casa del seu mestre, Jakob Dont. Auer va escriure que va ser Dont qui li va ensenyar les bases de la seva tècnica de violí. A Viena també va assistir a classes de quartet amb Joseph Hellmesberger, (senior).
Quan Auer tenia 13 anys, els diners de la beca s'havien esgotat. El seu pare va decidir iniciar la seva carrera. Els ingressos dels concerts provincials amb prou feines eren suficients per mantenir fora de la pobresa pare i fill i un pianista que va formar un duet amb Leopold. Una audició amb Henri Vieuxtemps a Graz va ser un fracàs, en part perquè l'esposa de Vieuxtemps ho pensava. Una visita a París va resultar igualment infructuosa. Auer va decidir buscar el consell de Joseph Joachim, aleshores concertista reial a Hannover. Aleshores el rei de Hannover era cec i molt aficionat a la música. Va pagar molt bé a Joaquim, i en aquelles ocasions en què Auer també actuava per al rei, també se li pagava prou per mantenir-lo durant unes quantes setmanes. Els dos anys que Auer va passar amb Joachim (1861–63, o 1863-1865 segons Auer, 1980, pàg.9) van ser un punt d'inflexió en la seva carrera. Ja estava ben preparat com a violinista. El que va resultar revelador va ser l'exposició al món de la música alemanya, un món que posa l'accent en els valors musicals per sobre de la brillantor virtuosa. Auer va escriure més tard:
| «               | Joachim va ser per a mi una inspiració, i va obrir davant els meus ulls horitzons d'aquell art més gran del qual fins aleshores havia viscut en la ignorància. Amb ell vaig treballar no només amb les mans, sinó també amb el cap, estudiant les partitures dels mestres i intentant penetrar en el mateix cor de les seves obres...vaig tocar una gran quantitat de música de cambra amb els meus companys. | » |
| — Leopold Auer, | |   |

Auer va passar l'estiu de 1864 al poble balneari de Wiesbaden, on havia estat contractat per actuar. Allà va conèixer el violinista Henryk Wieniawski i els germans pianistes Anton i Nikolai Rubinstein, més tard fundador i director del Conservatori de Moscou i director de l'Orquestra Simfònica de Moscou. Auer va rebre algunes instruccions informals de Wieniawski. L'estiu de 1865 Auer es trobava a un altre poble balneari, Baden-Baden, on va conèixer a Clara Schumann, Brahms i Johann Strauss II.
Aleshores no hi havia tants violinistes de gira com després, però a Viena Auer va poder escoltar Henri Vieuxtemps de Bèlgica, Antonio Bazzini d'Itàlia i el txec Ferdinand Laub; va quedar especialment impressionat per Vieuxtemps. Auer va donar concerts l'any 1864 com a solista amb l'Orquestra Gewandhaus de Leipzig, convidat pel concertista Ferdinand David, el director Felix "amic de Mendelssohn". En aquell moment, diu Auer, Leipzig era "més important, des del punt de vista musical", que Berlín i fins i tot Viena." L'èxit el va portar a ser, als 19 anys, concertino a Düsseldorf. El 1866 va aconseguir el mateix càrrec a Hamburg; també hi va dirigir un quartet de corda.
Durant el maig i juny de 1868, Auer es va comprometre a tocar una sèrie de concerts a Londres. En un concert, va tocar l'Arxiduc Trio de Beethoven amb el pianista Anton Rubinstein i el violoncel·lista Alfredo Piatti.

## Rússia
Rubinstein buscava un professor de violí per al Conservatori de Sant Petersburg, que havia fundat el 1862, i va proposar Auer. Auer va acceptar un contracte de tres anys, també com a solista a la cort de la Gran Duquessa Helena. Al principi, els crítics musicals de Sant Petersburg van criticar durament la interpretació d'Auer i la van comparar desfavorablement amb la del seu predecessor, Wieniawski. Però l'admiració de Txaikovski per la interpretació d'Auer va portar a la seva acceptació. Auer es quedaria 49 anys (1868-1917). Durant aquest temps va ocupar el càrrec de primer violinista de l'orquestra dels Teatres Imperials de Sant Petersburg. Això incloïa la seu principal del Ballet i l'Òpera Imperial, el Teatre Imperial Bolxoi Kamenny (fins a 1886), i més tard el Teatre Imperial Mariinsky, així com els Teatres Imperials de Peterhof i l'Ermitage. Fins a 1906, Auer va tocar gairebé tots els solos de violí dels ballets interpretats per l'Imperial Ballet, la majoria dels quals van ser coreografies de Màrius Petipà. Abans d'Auer, Vieuxtemps i Wieniawski havien tocat els solos de ballet.
Fins a 1906, Auer també va ser líder del quartet de corda de la Russian Musical Society (RMS). Els concerts d'aquest quartet formaven part integral de l'escena musical de Sant Petersburg com els seus homòlegs dirigits per Joachim a Berlín. Les crítiques van sorgir en els darrers anys d'un conjunt poc perfecte i d'una atenció insuficient a la música russa contemporània. No obstant això, el grup d'Auer va interpretar quartets de Txaikovski, Aleksandr Borodín, Aleksandr Glazunov i Nikolai Rimski-Kórsakov. El grup també va tocar música de Johannes Brahms i Robert Schumann, juntament amb Louis Spohr, Joachim Raff i altres compositors alemanys menys coneguts.
Al voltant de 1870, Auer va decidir convertir-se a l'església ortodòxia russa.
Al Conservatori, el principal professor de piano Theodor Leschetizky va presentar Auer a Anna Iéssipova, que Leschetizky va dir que era la seva millor alumna. Auer va interpretar sonates amb molts grans pianistes, però la seva parella de recital preferida va ser Iéssipova, amb qui va actuar fins a la seva mort el 1914. Altres socis van ser Anton Rubinstein, Leschetizky, Raoul Pugno, Serguei Tanéiev i Eugen d'Albert. Una sonata que li agradava interpretar a Auer era la Sonata "Devil's Trill" de Tartini, escrita cap al 1713. A la dècada de 1890, Auer va interpretar cicles de les 10 sonates per a violí de Beethoven. Un dels favorits particulars d'Auer era la sonata "Kreutzer" (Sonata per a violí núm. 9), que Auer havia escoltat per primera vegada interpretada a Hannover per Joachim i Clara Schumann.
De 1914 a 1917, en gires de concerts per Rússia, Auer va estar acompanyat per la pianista Wanda Bogutska Stein.

## Amèrica

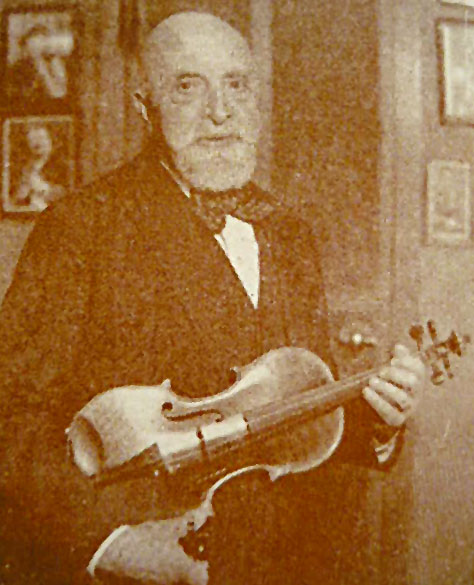
Leopold Auer als Estats Units

Fins al 1917, Auer no va actuar als Estats Units. Diu que hi va haver "un element dissuasiu seriós: el gran nombre de concerts exigits a l'artista en un breu període de tres o quatre mesos. Els meus amics, Anton Rubinstein, Hans von Bülow i Henri Wieniawski li van dir que, tot i que les seves gires nord-americanes havien estat d'allò més interessants, eren reticents a acceptar nous compromisos a causa de la gran tensió que havien estat per a ells les seves gires. "Però el 1918... el treball a Rússia es va fer impossible a causa de la" Revolució Russa. Després es va traslladar als Estats Units, encara que a causa de la seva edat, no va emprendre una àmplia gira de concerts. Va tocar al Carnegie Hall el 23 de març de 1918 i també va actuar a Boston, Chicago i Filadèlfia. Va ensenyar a alguns estudiants privats a casa seva al Upper West Side de Manhattan. El 1926 es va incorporar a l'Institut d'Art Musical (que després es convertiria en la Juilliard School). El 1928 es va incorporar a la facultat del Curtis Institute of Music de Filadèlfia. Va morir el 1930 a Loschwitz, un suburbi de Dresden, Alemanya, i va ser enterrat al cementiri Ferncliff a Hartsdale, Nova York.

## Auer, l'intèrpret
Piotr Ilitx Txaikovski es va engrescar especialment amb el joc d'Auer. Revisant una aparició de 1874 a Moscou, Txaikovski va elogiar la "gran expressivitat d'Auer, la finor reflexiva i la poesia de la interpretació". Aquesta finor i poesia va tenir un preu enorme. Auer va patir com a intèrpret de mans mal formades. Havia de treballar sense parar, amb una determinació de ferro, només per mantenir la seva tècnica en forma. Va escriure:
| «               | "Les meves mans són tan febles i la seva conformació és tan pobre que quan no he tocat el violí durant diversos dies seguits i després agafo l'instrument, sento com si hagués perdut completament la facilitat de tocar". | » |
| — Leopold Auer, | |   |

Malgrat aquest handicap, Auer va aconseguir molt gràcies al treball constant. El seu to era petit però gratificant, la seva tècnica polida i elegant. El seu joc mancava de foc, però el va compensar amb una noblesa clàssica. Després d'arribar als Estats Units, va fer alguns enregistraments que ho demostren. Mostren el violinista en excel·lent forma tècnica, amb una entonació impecable, un ritme incisiu i un toc de bon gust.
Els seus gustos musicals eren conservadors i refinats. Li agradaven les obres virtuoses d'Henri Vieuxtemps, com els seus tres concerts per a violí, i Heinrich Wilhelm Ernst, i va utilitzar aquestes obres en la seva docència. Una vegada un estudiant es va oposar a tocar l'Othello Fantasy d'Ernst, dient que era mala música. Auer no va fer marxa enrere. "La tocaràs fins que soni com a bona música", va tronar a l'estudiant, "i no tocaràs res més".

## Obres de Bach
Concerts
Auer mai va assignar cap dels concerts per a violí sol de Bach a un estudiant. El Doble Concert, però, era un dels seus favorits. Auer anomena el Doble Concert "el més important" dels tres concerts.
Violí no acompanyat o sonates per a violí i piano
Auer va escriure que Ferdinand David "es va guanyar l'eterna gratitud del món violinístic [re]descobrint les 'sonates solistes per a violí', BWV 1001-1006, i les Sis sonates per a violí i piano. "David va editar i va publicar aquestes obres, i Joseph Joachim va ser el primer a introduir-les en el món musical en general", fent d'"aquestes composicions... un pilar fonamental de la literatura per a violí". Auer posa especial èmfasi en la Chaconne de la quarta sonata de Bach. per a violí no acompanyat (segons les edicions, més tard coneguda com a Partita núm. 2 en re menor, BWV 1004) juntament amb 33 variacions.
Concerts de Mozart
Mozart va escriure 5 concerts per a violí i orquestra, tots el 1775, i un doble concert ben apreciat, la Sinfonia Concertante, K. 364. Auer (2012) no n'esmenta, però esmenta dos dels concerts per a un sol violí, un a Re major, núm. 4, i un en la major, núm. 5. Per un altre, en mi bemoll major, va resultar que Mozart no ho va escriure en realitat.
Direcció
Auer també va ser actiu com a director d'orquestra. Va ser el responsable dels concerts orquestrals de la Societat Musical Russa de manera intermitent als anys 1880 i 90. Sempre va estar disposat a pujar al podi per acompanyar un solista estranger famós —com va fer quan Joachim va visitar Rússia— i va fer el mateix amb els seus estudiants que concertaven a l'estranger.
Ensenyament
Auer és recordat com un dels pedagogs més importants del violí, i va ser un dels professors més sol·licitats pels alumnes dotats. "La posició d'Auer en la història del violí es basa en el seu ensenyament."
Entre els seus estudiants hi havia molts violinistes virtuosos notables, com Mischa Elman, Konstanty Gorski, Jascha Heifetz, Nathan Milstein, Toscha Seidel, Efrem Zimbalist, Georges Boulanger, Lyubov Streicher, Benno Rabinof, Kathleen Parlow, Julia Klumpke, Thelma Given, Sylvia Lent, Kemp Stillings, Oscar Shumsky i Margarita Mandelstamm. Entre aquests hi havia "alguns dels més grans violinistes" del segle xx.
Babel (1931) descriu com a Odessa (ara a Ucraïna) joves estudiants de violí molt prometedors com Elman, Milstein i Zimbalist van ser inscrits a la classe de violí de Pyotr Stolyarsky i, si tenien èxit, es van enviar a Auer a Sant Petersburg.
Auer també va ensenyar a la jove Clara Rockmore, que més tard es va convertir en una de les principals exponents mundials del theremin. La majoria dels estudiants d'Auer van estudiar amb ell al Conservatori de Sant Petersburg (fins i tot Kathleen Parlow, que venia de l'oest del Canadà), però Georges Boulanger, de Romania, va estudiar amb ell a Dresden, Alemanya. Benno Rabinof i Oscar Shumsky, nascuts als Estats Units, també van estudiar amb Auer.
Com el pianista Franz Liszt, en la seva docència, Auer no es va centrar en qüestions tècniques amb els seus alumnes. En canvi, va guiar les seves interpretacions i conceptes de la música. Si un estudiant es trobava amb un problema tècnic, Auer no feia cap suggeriment. Tampoc es va inclinar a agafar un arc per demostrar un passatge. No obstant això, era un descarat per a la precisió tècnica. Tement de preguntar-li a l'Auer, molts estudiants es van demanar ajuda els uns als altres. (Paradoxalment, en els anys anteriors a 1900, quan Auer es va centrar més en els detalls tècnics, no va obtenir cap estudiant significatiu.)
Tot i que Auer valorava el talent, no ho considerava cap excusa per a la falta de disciplina, el desidia o l'absentisme. Va exigir una assistència puntual. Esperava hàbits de treball intel·ligents i atenció als detalls. Les lliçons eren tan extenuants i requerien tanta preparació com els recitals.
En lloc de les lliçons setmanals, els estudiants havien de portar un moviment complet d'una obra important. Això sol requerir més d'una setmana per preparar-se. Una vegada que un alumne es va sentir preparat per interpretar aquesta obra, s'havia d'inscriure 10 dies abans de la reunió de classe. S'esperava que l'estudiant tingués el concert a punt i que anés vestit en conseqüència. Es va proporcionar un acompanyant. Un públic que no només estava format per estudiants i pares, sinó també sovint per convidats distingits i músics destacats. Auer arribava puntualment a la lliçó; Se suposava que tot havia d'estar al seu lloc quan ell arribava. Durant la lliçó, Auer passejava per l'aula, observant, corregint, exhortant, renyant, modelant la interpretació. No ens vam atrevir a creuar el llindar de l'aula amb una actuació mig preparada, va recordar un alumne.
L'ingrés a la classe d'Auer va ser un privilegi guanyat pel talent. Allà quedava una prova de resistència i treball dur. Auer podria ser sever, sever i dur. Un estudiant desafortunat era expulsat regularment, amb la música llançada darrere d'ell. Auer valorava la vitalitat musical i l'entusiasme. Odiava interpretar sense vida i anèmic i no estava per sobre de posar un arc a les costelles d'un estudiant, exigint més "krov". (La paraula significa literalment "sang", però també es pot utilitzar per significar foc o vivacitat).
Tot i que Auer va empènyer els seus estudiants als seus límits, també es va mantenir dedicat a ells. Es va mantenir sol·lícit de les seves necessitats materials. Els va ajudar a obtenir beques, mecenes i millors instruments. Va utilitzar la seva influència a les altes oficines del govern per obtenir permisos de residència per als seus estudiants jueus.
Jascha Heifetz i el seu pare al Conservatori
 

Hi havia una zona una mica limitada de Rússia anomenada Jewish Pale of Settlement on els jueus podien viure. L'àrea estava formada aproximadament per Ucraïna, Polònia i Belarús. Al voltant de 1900, Sant Petersburg tenia una important comunitat jueva, la més gran de Rússia fora de Pale. Auer (1923, pàg. 156–157) Escrit sobre Jascha, quan era nen de deu o onze anys;
| « | va ser admès al Conservatori sense cap dubte a causa del seu talent; però què s'havia de fer amb la seva família? Algú va tenir la feliç idea de suggerir que admetia el pare de Jascha, un violinista de quaranta anys, a la meva pròpia classe... Això ho vaig fer i, com a resultat, es va complir la llei mentre, al mateix temps, la família Heifetz no estava separada, perquè no era legalment permès que la dona i els fills d'un alumne del Conservatori fossin separats del seu marit i pare. Tanmateix, com que s'esperava que els estudiants assistissin sense excepció a les classes obligatòries de solfeig, piano i harmonia, i com que Papa Heifetz segurament no assistia a cap d'elles... vaig haver de lluitar contínuament amb la direcció per compte seu. No va ser fins a l'arribada de Glazunov, el meu darrer director, que no vaig tenir més problemes per veure que el nen romania a càrrec dels seus pares fins a l'estiu de 1917, quan la família va poder marxar a Amèrica. | » |

 Auer va donar forma a la personalitat dels seus alumnes. Els va donar estil, gust, cria musical. També va ampliar els seus horitzons. Els va fer llegir llibres, va guiar el seu comportament i les seves eleccions professionals i va polir les seves gràcies socials. També va insistir que els seus estudiants aprenguessin una llengua estrangera si s'esperava una carrera internacional.
Fins i tot després que un estudiant comencés una carrera, Auer el mirava amb ull patern. Va escriure innombrables cartes de recomanació a directors i agents de concerts. Quan Mischa Elman es preparava per al seu debut a Londres, Auer va viatjar allà per entrenar-lo. També va continuar treballant amb Efrem Zimbalist i Kathleen Parlow després dels seus debuts.

## Dedicacions
Diversos compositors van dedicar peces a Auer. Un d'aquests casos va ser el Concert per a violí de Txaikovski, que, però, inicialment va optar per no tocar. Això no va ser perquè considerés l'obra com a "no reproduïble", com diuen algunes fonts, sinó perquè considerava que "alguns dels passatges no s'adaptaven al caràcter de l'instrument i que, per molt que fossin perfectament interpretats, no sonarien com tan bé com s'havia imaginat el compositor". Va tocar l'obra més tard en la seva carrera, amb alteracions en determinats passatges que va considerar necessaris. Les interpretacions del concert de Txaikovski per part dels estudiants d'Auer (a excepció del de Nathan Milstein) també es van basar en l'edició d'Auer. Una altra obra que Txaikovski havia dedicat a Auer va ser la Sérénade mélancolique de 1875. Després del seu conflicte pel Concert per a violí, Txaikovski també va retirar la dedicació de la Sérénade a Auer. La compositora britànica Eva Ruth Spalding va dedicar un dels seus quartets de corda a Auer, que havia estat el seu professor al Conservatori de Sant Petersburg.

## Composicions i escrits
Auer va escriure un petit nombre d'obres per al seu instrument, inclosa la Rhapsodie hongroise per a violí i piano. També va escriure una sèrie de cadències per a concerts per a violí d'altres compositors, inclosos els de Beethoven, Brahms i el tercer de Mozart. Va escriure tres llibres: Violin Playing as I Teach It (1920), My Long Life in Music (1923) i Violin Master Works and Their Interpretation (1925). També va escriure un arranjament per al 24th Caprice de Paganini (amb l'acompanyament de piano de Schumann) interpretat posteriorment per Jascha Heifetz, Henryk Szeryng i Ivry Gitlis, en el qual s'elimina la variació final i es compon la seva pròpia. També hi ha alteracions en diversos passatges al llarg de la peça. Auer va editar gran part del repertori estàndard, concerts, peces curtes i totes les obres en solitari de Bach. Les seves edicions són publicades majoritàriament per Carl Fischer. També va transcriure moltes obres per a violí, incloent alguns dels preludis per a piano de Chopin.
Avaluació i selecció de concerts i romanços (Beethoven).{{Cita|
A Violin Master Works...., Auer 2012, Auer dona algunes classificacions. El capítol X tracta sobre "Tres concerts mestres", és a dir, el de Beethoven, el de Brahms i el de Mendelssohn. A aquests tres, Joachim afegeix un quart, de Max Bruch. El capítol XI d'Auer sobre "Els concerts de Bruch" n'esmenta dos. Primera de Bruch, en sol menor, op. 26, Auer diu que és probablement el següent més tocat després dels tres concerts "mestres". Steinberg (1998) no esmenta els concerts de Bruch després del primer, tot i que tant ell com Auer esmenten la fantasia escocesa per a violí i orquestra. Vegeu més amunt sobre els concerts per a violí de Bach i Mozart. Beethoven va escriure dos romanços per a violí i orquestra, el romanç núm. 1 en sol, op. 40, i el romanç núm. 2 en fa, op. 50. Auer (pàgs. 52–54) esmenta els dos romanços com a partitura per a violí i piano en versions que havia editat, però el text tracta de la versió orquestral.

## Relacions familiars
La primera dona d'Auer, Nadine Pelikan, era russa. La vibrafonista de jazz Vera Auer era neboda de Leopold Auer. L'actor Mischa Auer (nascut Mischa Ounskowsky) era el seu net. El compositor György Ligeti (el nom Ligeti és un equivalent hongarès del nom alemany Auer) va ser el seu besnebot. La destacada filòsofa i professora hongaresa Ágnes Heller esmenta que el destacat violinista hongarès Leopold Auer estava relacionat amb la seva família per part de la seva mare.
La segona esposa d'Auer, Wanda Bogutska Stein (Auer), va ser la seva acompanyant de piano en algunes gires de concerts (a Rússia fins al 1917) i més tard en alguns enregistraments.

## Discografia
- Dansa hongaresa núm. 1 en sol menor, de Brahms, 1920
- Mélodie en mi bemoll major, op. 42, núm. 3 (de Souvenir d'un lieu cher), de Txaikovski, 1920.

Totes dues van ser extrets d'un enregistrament en directe al Carnegie Hall on Auer va fer una actuació exhaurida cap al final de la seva vida.